# Lista de deputados estaduais do Acre da 10.ª legislatura
Esta é a lista de deputados estaduais do Acre para a legislatura 1999–2003. Nas eleições, foram eleitos 24 deputados.

## Composição das bancadas
| Partido | Líder                 | Bancada | Posição  |
| ------- | --------------------- | ------- | -------- |
| PPB     | César Messias         | 5 / 24  | Oposição |
| PMN     | Sérgio Petecão        | 4 / 24  | Governo  |
| PMDB    | Vagner Sales          | 4 / 24  | Oposição |
| PT      | Ronald Polanco        | 3 / 24  | Governo  |
| PFL     | José Vieira de Farias | 3 / 24  | Oposição |
| PSDB    | Waldomiro Soster      | 2 / 24  | Governo  |
| PL      | Aureliano Pascoal     | 2 / 24  | Governo  |
| PCdoB   | Edvaldo Magalhães     | 1 / 24  | Governo  |

## Deputados Estaduais
| Número | Deputados estaduais eleitos | Partido | Votação | Percentual | Cidade onde nasceu | Unidade federativa |
| 33112  | Cosmoty Pascoal             | PMN     | 7.369   | 3,35%      | Rio Branco         | Acre               |
| 11133  | Carlos Messias              | PPB     | 6.468   | 2,94%      | Cruzeiro do Sul    | Acre               |
| 15122  | Vagner Sales                | PMDB    | 5.176   | 2,35%      | Cruzeiro do Sul    | Acre               |
| 11111  | Raimundo Sales              | PPB     | 3.855   | 1,75%      | Sena Madureira     | Acre               |
| 15120  | Chagas Romão                | PMDB    | 3.647   | 1.65%      | Xapuri             | Acre               |
| 11122  | Roberto Filho               | PPB     | 3.297   | 1,50%      | Rio Branco         | Acre               |
| 11119  | Chico Sombra                | PPB     | 3.201   | 1,45%      | Tarauacá           | Acre               |
| 11110  | Benedito Damasceno          | PPB     | 3.013   | 1,37%      | Tarauacá           | Acre               |
| 13630  | Naluh Gouveia               | PT      | 3.000   | 1,36%      | Feijó              | Acre               |
| 33111  | Sérgio Petecão              | PMN     | 2.945   | 1,34%      | Rio Branco         | Acre               |
| 25220  | Franesi Ribeiro             | PFL     | 2.908   | 1,32%      | Cruzeiro do Sul    | Acre               |
| 65111  | Edvaldo Magalhães           | PCdoB   | 2.806   | 1,27%      | Cruzeiro do Sul    | Acre               |
| 13121  | Ronald Polanco              | PT      | 2.799   | 1,27%      | Brasileia          | Acre               |
| 15130  | Tarcísio Pinheiro           | PMDB    | 2.717   | 1,23%      | Rio Branco         | Acre               |
| 25210  | José Vieira                 | PFL     | 2.620   | 1,19%      | Sena Madureira     | Acre               |
| 25111  | Helder Paiva                | PFL     | 2.506   | 1,14%      | Tarauacá           | Acre               |
| 15123  | Nazaré de Oliveira          | PMDB    | 2.381   | 1,08%      | Epitaciolândia     | Acre               |
| 45121  | Luiz Gonzaga                | PSDB    | 2.346   | 1,06%      | Cruzeiro do Sul    | Acre               |
| 45555  | Waldomiro Soster            | PSDB    | 2.325   | 1,05%      | Alto Piquiri       | Santa Catarina     |
| 13123  | Romildes Macarrão           | PT      | 2.260   | 1,02%      | Cruzeiro do Sul    | Acre               |
| 33144  | Luiz Calixto                | PMN     | 2.245   | 1,02%      | Tarauacá           | Acre               |
| 33113  | Raimundo Silva              | PMN     | 2.045   | 0,93%      | Rio Branco         | Acre               |
| 22111  | Aureliano Pascoal           | PL      | 1.389   | 0,63%      | Rio Branco         | Acre               |
| 22555  | Tenente Lima                | PL      | 1.105   | 0,50%      | Rio Branco         | Acre               |